# Porella hattorii
Porella hattorii là một loài rêu trong họ Porellaceae. Loài này được Udar & Shaheen mô tả khoa học đầu tiên năm 1983.